# Альсина
Альсина (фр. Alcine), традиционно Альцина — опера (музыкальная трагедия) в пяти актах с прологом композитора Андре Кампра на либретто Антуана Данше по IV, VI и VII песням поэмы «Неистовый Роланд» Лудовико Ариосто. Премьерный показ, сыгранный труппой Королевской академии музыки, состоялся 15 января 1705 года и оказался провальным. Композитор подвергся жестокой критике. В следующий раз «Альсина» была поставлена в 1798 году труппой варьете музыкантов, комических и лирических актёров и имела успех; с февраля по март 1798 года она была сыграна двадцать три раза.

## Действующие лица
| Роль                        | Голос       | Первый исполнитель                                   |
| --------------------------- | ----------- | ---------------------------------------------------- |
| Слава                       | сопрано     | мадемуазель Дю Пейрэ                                 |
| Время                       | бас-баритон | Жан Дюн                                              |
| Мужчины следующие за Славой | альты       | Жак Кошеро и Луи Мантьенн                            |
| Женщина следующая за Славой | сопрано     | мадемуазель Венсэн                                   |
| Альцина                     | сопрано     | Мари-Луиз Дематэн                                    |
| Мелания                     | контральто  | Жюли д’Обиньи, она же мадемуазель Мопэн или Ля-Мопэн |
| Атлант                      | бас-баритон | Габриэль-Венсан Тьевенар                             |
| Нерина                      | сопрано     | мадемуазель Арман                                    |
| Мелисса                     | сопрано     | мадемуазель Дюжарден                                 |
| Астольф                     | тенор       | месье Пуссен                                         |
| Кризальд                    | альт        | Пьер Шопеле                                          |
| Нимфы из свиты Альцины      | сопрано     | мадемуазель Луаньон и мадемуазель Дюпейре            |
| Нереида                     | сопрано     | Мари-Катерин Пуссен                                  |
| Маг                         | альт        | Луи Мантьенн                                         |
| Любовник                    | альт        | Антуан Бутелу                                        |
| Две любовницы               | сопрано     | мадемуазель Пуссен и мадемуазель Луаньон             |

## Сюжет
Пролог представляет собой диалог Славы и Времени. Далее сюжет развивается следующим образом. Волшебница Альцина влюбляется в паладина Астольфо, чей корабль потерпел крушение, а его самого выбросило на берег острова волшебницы. Она не знает, что он, оказывается, уже влюблён в Меланию. Равнодушие Астольфо доводит Альцину до отчаяния. Мелания появляется на острове в окружении нереид. Тем временем Атлант, отвергнутый Альциной любовник, влюбляется в Меланию. Атлант и Альцина, примирившись, безуспешно пытаются завоевать любовь, он — Мелании, она — Астольфо. При помощи чародейки Мелиссы двое влюблённых соединяются. Тем временем план мести Атланта терпит неудачу, а Альцина утрачивает страстное влечение к Астольфо.